# Міжнародне визнання Хорватії

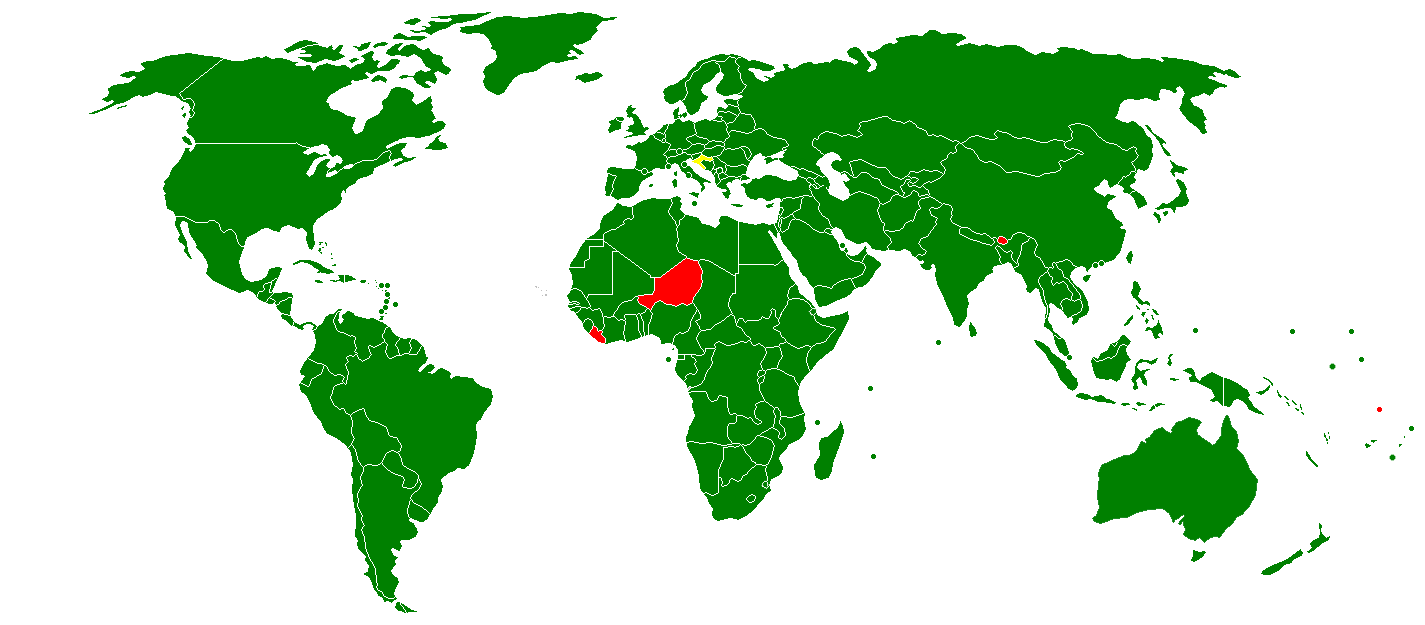
Хорватія
Країни, що визнали Хорватію
Країни, що не визнали Хорватію

Міжнародне визнання Хорватії — поступовий процес дипломатичного визнання Хорватії, що розпочався услід за проголошенням її незалежності 25 червня 1991. Того самого дня про відокремлення від Югославії заявила і Словенія, а наступного дня нові незалежні держави взаємно визнали одна одну.
Паралельно відбувався процес розпаду Радянського Союзу, в якому вели перед балтійські країни та Україна, які протягом 1991 року визнали незалежність Хорватії, а першою з них — Литва. На той час ці держави самі вважалися визнаними частково. 11 грудня 1991 незалежну Хорватію першою з-поміж країн-членів ООН визнала Україна.
Міжнародне співтовариство спочатку не визнавало розпад Югославії та незалежність її союзних республік, і 1991 року розгорілася війна за незалежність Хорватії.
Країнами, які першими відгукнулися на дипломатичні зусилля Хорватії щодо міжнародного визнання, були Святий Престол і Німеччина. Ватиканська дипломатія першою у світі ще 3 жовтня 1991 року оголосила, що працює над міжнародним визнанням Хорватії.
Із загальновизнаних держав Хорватію першою визнала Ісландія, яка 19 грудня 1991 року першою визнала також і балтійські республіки: Литву, Латвію та Естонію.
Того самого дня визнання анонсувала Німеччина, яке, однак, мало набути чинності 15 січня 1992. Про визнання також оголосили Італія, Швеція і Ватикан.
Ватикан визнав Хорватію 13 січня, а Сан-Марино — 14 січня.
15 січня 1992 року Хорватію визнали всі 12 членів Європейського економічного співтовариства (попередника ЄС), а також Австрія, Канада, Болгарія, Угорщина, Польща, Мальта, Норвегія і Швейцарія. Наступного дня до цього списку додалися нові країни, а до кінця січня Хорватію визнали 44 держави. Дату 15 січня відзначають як пам'ятну — День міжнародного визнання Республіки Хорватія (хорв. Dan međunarodnog priznanja Republike Hrvatske).
Росія визнала Хорватію у лютому, Японія — у березні, США — у квітні, а Індія — у травні.
На сесії Генеральної Асамблеї 22 травня 1992, на якій головував посол Саудівської Аравії Сінан Шихабі, Хорватію було прийнято шляхом акламації у члени ООН.
Разом із Хорватією новими повноправними членами ООН стали Словенія та Боснія і Герцеговина. 
Хорватську делегацію на урочистостях в Організації Об'єднаних Націй очолював перший президент Хорватії д-р Франьо Туджман. Після урочистого засідання Генеральний секретар ООН Бутрос Бутрос Галі повів делегації новоприйнятих країн до головного входу в будівлю Організації Об'єднаних Націй, де на щоглах здіймалися хорватський, словенський та боснійський прапори. На піднятті прапора були присутні багато дипломатів і тисячі хорватських емігрантів.
До 31 грудня 1995 Хорватію визнали 124 держави.. 23 серпня 1996 Хорватія та СР Югославія уклали Угоду про нормалізацію відносин, яка включала взаємне визнання, а 9 вересня того ж року ці дві держави встановили дипломатичні відносини.
Зі 193 держав-членів ООН Хорватію визнали 186.

## Хронологія
Хронологічний огляд визнання Хорватії до і після вступу в ООН:

(членство в міжнародних організаціях або статус держави відображають стан на момент визнання)
|                                               | Країна                           | Дата визнання     | Примітка                                                    |
| --------------------------------------------- | -------------------------------- | ----------------- | ----------------------------------------------------------- |
| –                                             | Словенія                         | 26 червня 1991    | невизнана держава                                           |
| –                                             | Литва                            | 30 липня 1991     | невизнана держава                                           |
| 1                                             | Україна                          | 11 грудня 1991    |                                                             |
| 2                                             | Латвія                           | 14 грудня 1991    |                                                             |
| 3                                             | Ісландія                         | 14 грудня 1991    | член НАТО                                                   |
| 4                                             | Естонія                          | 31 грудня 1991    |                                                             |
| –                                             | Ватикан                          | 13 січня 1992     | не член ООН                                                 |
| –                                             | Сан-Марино                       | 14 січня 1992     | не член ООН                                                 |
| 5                                             | Німеччина                        | 15 січня 1992     | член НАТО і член ЄЕС                                        |
| 6                                             | Велика Британія                  | 15 січня 1992     | член НАТО і член ЄЕС                                        |
| 7                                             | Італія                           | 15 січня 1992     | член НАТО і член ЄЕС                                        |
| 8                                             | Франція                          | 15 січня 1992     | член НАТО і член ЄЕС                                        |
| 9                                             | Іспанія                          | 15 січня 1992     | член НАТО і член ЄЕС                                        |
| 10                                            | Нідерланди                       | 15 січня 1992     | член НАТО і член ЄЕС                                        |
| 11                                            | Данія                            | 15 січня 1992     | член НАТО і член ЄЕС                                        |
| 12                                            | Бельгія                          | 15 січня 1992     | член НАТО і член ЄЕС                                        |
| 13                                            | Ірландія                         | 15 січня 1992     | член ЄЕС                                                    |
| 14                                            | Люксембург                       | 15 січня 1992     | член НАТО і член ЄЕС                                        |
| 15                                            | Португалія                       | 15 січня 1992     | член НАТО і член ЄЕС                                        |
| 16                                            | Греція                           | 15 січня 1992     | член НАТО і член ЄЕС                                        |
| 17                                            | Австрія                          | 15 січня 1992     |                                                             |
| 18                                            | Болгарія                         | 15 січня 1992     |                                                             |
| 19                                            | Канада                           | 15 січня 1992     | член НАТО                                                   |
| 20                                            | Угорщина                         | 15 січня 1992     |                                                             |
| 21                                            | Мальта                           | 15 січня 1992     |                                                             |
| 22                                            | Норвегія                         | 15 січня 1992     | член НАТО                                                   |
| 23                                            | Польща                           | 15 січня 1992     |                                                             |
| 24                                            | Швейцарія                        | 15 січня 1992     |                                                             |
| 25                                            | Австралія                        | 16 січня 1992     |                                                             |
| 26                                            | Аргентина                        | 16 січня 1992     |                                                             |
| 27                                            | Чилі                             | 16 січня 1992     |                                                             |
| –                                             | Чехословаччина                   | 16 січня 1992     | після 1 січня 1993 Чехія і Словаччина визнають кожна окремо |
| 28                                            | Ліхтенштейн                      | 16 січня 1992     |                                                             |
| 29                                            | Нова Зеландія                    | 16 січня 1992     |                                                             |
| 30                                            | Швеція                           | 16 січня 1992     |                                                             |
| 31                                            | Уругвай                          | 16 січня 1992     |                                                             |
| 32                                            | Фінляндія                        | 17 січня 1992     |                                                             |
| 33                                            | Румунія                          | 18 січня 1992     |                                                             |
| 34                                            | Албанія                          | 21 січня 1992     |                                                             |
| –                                             | СР Боснія і Герцеговина          | 24 січня 1992     | тоді у складі Югославії                                     |
| 35                                            | Бразилія                         | 24 січня 1992     |                                                             |
| 36                                            | Парагвай                         | 27 січня 1992     |                                                             |
| 37                                            | Болівія                          | 29 січня 1992     |                                                             |
| 38                                            | Туреччина                        | 6 лютого 1992     | член НАТО                                                   |
| –                                             | Македонія                        | 12 лютого 1992    | невизнана держава                                           |
| 39                                            | Росія                            | 17 лютого 1992    |                                                             |
| –                                             | Киргизстан                       | 26 лютого 1992    | не член ООН                                                 |
| 40                                            | Колумбія                         | 3 березня 1992    |                                                             |
| 41                                            | Іран                             | 15 березня 1992   |                                                             |
| 42                                            | Перу                             | 15 березня 1992   |                                                             |
| 43                                            | Японія                           | 17 березня 1992   |                                                             |
| 44                                            | Ліван                            | 17 березня 1992   |                                                             |
| 45                                            | Кіпр                             | 30 березня 1992   |                                                             |
| 46                                            | Таджикистан                      | 31 березня 1992   |                                                             |
| 47                                            | Південно-Африканська Республіка  | 2 квітня 1992     |                                                             |
| 48                                            | США                              | 7 квітня 1992     | член НАТО                                                   |
| 49                                            | Південна Корея                   | 15 квітня 1992    |                                                             |
| 50                                            | Єгипет                           | 16 квітня 1992    |                                                             |
| 51                                            | Ізраїль                          | 16 квітня 1992    |                                                             |
| 52                                            | ОАЕ                              | 18 квітня 1992    |                                                             |
| 53                                            | Судан                            | 21 квітня 1992    |                                                             |
| 54                                            | Алжир                            | 24 квітня 1992    |                                                             |
| 55                                            | Туніс                            | 26 квітня 1992    |                                                             |
| 56                                            | КНР                              | 27 квітня 1992    |                                                             |
| 57                                            | Марокко                          | 27 квітня 1992    |                                                             |
| 58                                            | Оман                             | 28 квітня 1992    |                                                             |
| 59                                            | Таїланд                          | 2 травня 1992     |                                                             |
| 60                                            | Філіппіни                        | 4 травня 1992     |                                                             |
| 61                                            | Малайзія                         | 4 травня 1992     |                                                             |
| 62                                            | Венесуела                        | 6 травня 1992     |                                                             |
| 63                                            | Північна Корея                   | 8 травня 1992     |                                                             |
| 64                                            | Індія                            | 11 травня 1992    |                                                             |
| 65                                            | Пакистан                         | 11 травня 1992    |                                                             |
| 66                                            | Сінгапур                         | 15 травня 1992    |                                                             |
| 67                                            | Індонезія                        | 16 травня 1992    |                                                             |
| 68                                            | Йорданія                         | 17 травня 1992    |                                                             |
| 69                                            | Бруней                           | 21 травня 1992    |                                                             |
| Хорватія стала членом ООН 22 травня 1992 року |                                  |                   |                                                             |
| 70                                            | Гана                             | 22 травня 1992    |                                                             |
| 71                                            | Кенія                            | 22 травня 1992    |                                                             |
| 72                                            | Мексика                          | 22 травня 1992    |                                                             |
| 73                                            | Ємен                             | 22 травня 1992    |                                                             |
| 74                                            | Шрі-Ланка                        | 27 травня 1992    |                                                             |
| 75                                            | Куба                             | 28 травня 1992    |                                                             |
| 76                                            | Панама                           | 28 травня 1992    |                                                             |
| 77                                            | Сальвадор                        | 29 травня 1992    |                                                             |
| 78                                            | Замбія                           | 1 червня 1992     |                                                             |
| 79                                            | Мавританія                       | 4 червня 1992     |                                                             |
| 80                                            | Кабо-Верде                       | 18 червня 1992    |                                                             |
| 81                                            | Ліван                            | 7 липня 1992      |                                                             |
| 82                                            | Казахстан                        | 10 серпня 1992    |                                                             |
| 83                                            | Ямайка                           | 14 серпня 1992    |                                                             |
| 84                                            | Білорусь                         | 2 вересня 1992    |                                                             |
| 85                                            | Буркіна-Фасо                     | 7 жовтня 1992     |                                                             |
| 86                                            | Танзанія                         | 13 листопада 1992 |                                                             |
| 87                                            | Ефіопія                          | 16 листопада 1992 |                                                             |
| 88                                            | Монако                           | 19 листопада 1992 |                                                             |
| 89                                            | Катар                            | 5 грудня 1992     |                                                             |
| 90                                            | Гватемала                        | 12 грудня 1992    |                                                             |
| 91                                            | Нігерія                          | 21 грудня 1992    |                                                             |
| 92                                            | Грузія                           | 13 січня 1993     |                                                             |
| 93                                            | Багамські Острови                | 18 січня 1993     |                                                             |
| 94                                            | Західне Самоа                    | 8 березня 1994    |                                                             |
| 95                                            | В'єтнам                          | 5 травня 1994     |                                                             |
| 96                                            | Вірменія                         | 21 червня 1994    |                                                             |
| 97                                            | Саудівська Аравія                | 22 серпня 1994    |                                                             |
| 98                                            | Сент-Вінсент і Гренадини         | 7 жовтня 1994     |                                                             |
| 99                                            | Кувейт                           | 8 жовтня 1994     |                                                             |
| 100                                           | Узбекистан                       | 6 лютого 1995     |                                                             |
| 101                                           | Андорра                          | 28 квітня 1995    |                                                             |
| 102                                           | Молдова                          | 25 травня 1995    |                                                             |
| 103                                           | Коста-Рика                       | 19 жовтня 1995    |                                                             |
| 104                                           | Беліз                            | 23 січня 1996     |                                                             |
| 105                                           | Еквадор                          | 22 лютого 1996    |                                                             |
| 106                                           | Нікарагуа                        | 29 березня 1996   |                                                             |
| 107                                           | Союзна Республіка Югославія      | 23 серпня 1996    |                                                             |
| 108                                           | Чорногорія                       | 12 червня 2006    |                                                             |
| –                                             | Косово                           | 19 березня 2008   | не член ООН                                                 |
| 109                                           | Джибуті                          | 22 травня 2017    |                                                             |
| 110                                           | Руанда                           | 15 лютого 2018    |                                                             |
| 111                                           | Есватіні                         | 5 квітня 2019     |                                                             |
| 112                                           | Маршаллові Острови               | 24 вересня 2019   |                                                             |
| 113                                           | Тувалу                           | 2 листопада 2020  |                                                             |
| 114                                           | Бурунді                          | 14 травня 2021    |                                                             |
| 115                                           | Південний Судан                  | 16 листопада 2021 |                                                             |
| 116                                           | Сомалі                           | 4 лютого 2022     |                                                             |
| 117                                           | Центральноафриканська Республіка | 18 вересня 2023   |                                                             |

Після 18 вересня 2023, коли Хорватію визнала Центральноафриканська Республіка, залишилося 4 держави, які офіційно не визнали Хорватію і не встановили з нею дипломатичних відносин: Бутан, Ліберія, Нігер і Тонга.